# テネリグリプチン
テネリグリプチン（Teneligliptin）は、DPP-4 (Dipepeptidyl peptidase-4) 阻害薬に分類される経口血糖降下薬である。DPP-4はインクレチンの分解に関係する酵素であり、これを阻害することで血糖値依存性にインスリン濃度を高め、血糖値を低下させると考えられている。GLP-1アナログ製剤と同じくインクレチン関連薬の1つであり、SU剤に代表される経口血糖降下薬に比べて低血糖のリスクが少ないとされる。
日本国内では田辺三菱製薬から発売されている。商品名　テネリア。

## 副作用
治験時の副作用発現率は9.5%であった。
重大な副作用として、添付文書には低血糖症（1.1%。他の抗糖尿病薬併用時：グリメピリド8.9%、ピオグリタゾン1.5%、グリニド系薬剤3.8%、ビグアナイド系薬剤1.1%、α-グルコシダーゼ阻害剤1.3%）、腸閉塞（0.1%）、肝機能障害、間質性肺炎が記載されている。（頻度未記載は頻度不明）